# Carlo Copello
Carlo Copello (Milano, 20 ottobre 1918 – Gorizia, 6 marzo 2003) è stato un aviatore e militare italiano, in forza alla specialità aerosiluranti della Regia Aeronautica partecipò alla seconda guerra mondiale venendo più volte decorato al valor militare.

## Biografia
Nacque a Milano il 20 ottobre 1918, figlio di Antonio Angelo ed Eletta Cristina Germano. Suo padre era un ufficiale dell'Arma di Fanteria, combattente della prima guerra mondiale, che era entrato nel Battaglione aeronautico del Regio Esercito come tenente osservatore d'aeroplano nella 1ª Squadriglia Caproni e in seguito transitato in servizio nella neo costituita Regia Aeronautica. Nello stesso palazzo abitava la famiglia del cantante Gino Latilla, di cui Carlo Copello fu amico per tutta la vita. Con la morte del padre, avvenuta per un incidente aereo nel maggio 1929, la madre andò a lavorare presso il Ministero dell'Aeronautica, mentre lui e suo fratello Michele nell'ottobre 1930 entrarono nel Collegio "Umberto Maddalena" di Gorizia, diretto dal capitano pilota Vincenzo Lioy, e di proprietà dell'Istituto Figli degli Aviatori (IFA).
Il 21 ottobre 1936 iniziò a frequentare la Regia Accademia Aeronautica di Caserta, Corso Rex. Conseguì il brevetto di pilota d'aeroplano su velivolo Breda Ba.25 il 23 luglio 1937, e quello di pilota militare il 14 marzo 1939 su velivolo IMAM Ro.41 Maggiolino. Uscito dall'accademia con il grado di sottotenente in s.p.e., nel luglio 1939, fu inviato presso la Scuola Bombardamento di Aviano per l'abilitazione al pilotaggio dei trimotori Savoia-Marchetti S.M.81 Pipistrello e S.79 Sparviero dove rimase fino all'agosto dello stesso anno quando prese servizio presso la 205ª Squadriglia da bombardamento, 41º Gruppo, 12º Stormo Bombardamento Terrestre "i sorci verdi", di stanza sull'aeroporto di Ciampino nord.
Promosso tenente il 4 aprile 1940, il 10 giugno dello stesso anno l'Italia entrò in guerra con la Francia e la Gran Bretagna, e la sua squadriglia, al comando del maggiore Ettore Muti, fu subito impiegata sul fronte occidentale attaccando l'aeroporto di Ghisonaccia, in Corsica. Il 30 giugno la squadriglia partì segretamente alla volta di Cartagena atterrando sull'aeroporto di Carmolì per una missione di bombardamento su Gibilterra che non ebbe mai luogo per l'opposizione del governo spagnolo, e il reparto rientrò il giorno seguente a Ciampino. Il 7 luglio il 41º Gruppo partì per l'aeroporto di Rodi-Gadurra nel Dodecaneso, mentre egli fu trasferito per ordine superiore sull'aeroporto di Gorizia-Merna, dove si stava costituedo il Reparto Speciale Aerosiluranti al comando del maggiore Vincenzo Dequal. Oltre a Dequal il reparto comprendeva i migliori piloti degli stormi da bombardamento, il maggiore Enrico Fusco, il tenente Carlo Emanuele Buscaglia, il tenente Copello, il tenente Franco Melley, il sottotenente Guido Robone, e il sottotenente Aldo Forzinetti. Con tali elementi fu costituita la 278ª Squadriglia aerosiluranti, la cui prima azione bellica, ancora come Reparto Sperimentale Aerosiluranti, risale al 15 agosto con un attacco portato da cinque S.79 contro navi all'ancora nella rada di Alessandria d'Egitto. Il 17 settembre, volando con Buscaglia, e in coppia con il velivolo del sottotenente Robone, attaccò l'incrociatore pesante Kent colpendolo con un siluro e danneggiandolo. Per questa azione fu decorato con la Medaglia d'argento al valor militare, consegnatagli il 7 novembre dal generale Felice Porro.
A partire dal 10 ottobre 1940 la squadriglia era passata al comando del maggiore Massimiliano Erasi, e il 27 dicembre in coppia con il velivolo di Robone attaccò un cacciatorpediniere e un monitore all'àncora nella baia di Sollum. Entrambe le navi furono colpite. L'11 gennaio 1941, durante un'azione contro un convoglio britannico a sud-est di Creta colpì con un siluro la portaerei Eagle danneggiandola a poppa, e venendo decorato con una seconda Medaglia d'argento al valor militare. Il 10 agosto 1941, quando risultava decorato con due Medaglie d'argento, una di bronzo e un avanzamento per meriti di guerra, fu trasferito al Deposito centrale di Centocelle, per passare in forza, il 15 settembre, all'Ufficio Aerosiluranti dello Stato maggiore. Rientrò in servizio attivo il 7 ottobre 1942, assegnato come comandante alla 175ª Squadriglia del 133º Gruppo Autonomo di stanza a Castelbenito, passando poi alla 174ª Squadriglia. Nel dicembre dello stesso anno passò, come comandante, alla 284ª Squadriglia del 131º Gruppo di stanza a Pisa, per venire promosso capitano nel marzo 1943.
Alla data dell'8 settembre si trovava a Roma in convalescenza per un incidente sciistico avuto durante una licenza, e presentatosi allo Stato maggiore della Regia Aeronautica gli fu consigliato dal colonnello Felice Santini di rifugiarsi presso una zia in attesa di ricevere ordini. Non essendo riuscito a trasferirsi al sud entrò a far parte del Fronte militare clandestino, venendo catturato dai tedeschi subito dopo l'attentato di via Rasella e rinchiuso nel carcere di via Tasso da dove fu rilasciato in quanto ex pilota militare pluridecorato. Dopo la liberazione di Roma rientrò in servizio nella Regia Aeronautica, in forza alla 3ª Zona Aerea Territoriale. Nell'agosto 1945 fu assegnato al CARP (Centro Assistenza Reduci e Prigionieri) di Livorno, visitando spesso anche i campi di concentramento di Coltano e di San Rossore, dove si trovavano rinchiusi anche molti militari della Repubblica Sociale Italiana, tra cui Irnerio Bertuzzi, Aldo Remondino, Guido Pizzi, ecc. Nel dopoguerra, dopo aver ricoperto ancora qualche incarico nella neocostituita Aeronautica Militare fu definitivamente congedato, con il grado di Maggiore, nel 1950. Dopo aver praticato alcuni lavori, rifiutando più volte di entrare nell'allora compagnia aerea LAI, non volle più volare, ed entrò alla FAO dove rimase fino al pensionamento. Si spense all'Ospedale di Gorizia il 6 marzo 2003.

### Annotazioni
1. ↑  La coppia, che viveva al civico 47 di Via Paolo Frisi, ebbe altri tre figli: Michele, Paolo e Mariolina.
2. ↑  Era il più giovane allievo, mentre il più vecchio era Giulio Cesare Graziani, futuro generale e Medaglia d'oro al valor militare. Suoi amici inseparabili del corso furono: Manlio Biccolini, Emanuele Annoni, Giulio Leccese, Ezio Monti, Adriano Visconti, Enrico Marescalchi, Sergio Mosetti, Sebastiano Freri, William Mureddu, Dino Ciarlo e Guido Zanusso.
3. ↑  Il 5 giugno un aereo della 205ª Squadriglia, con ai comandi il tenente colonnello Fortunato Federigi e il capitano Antonio Bresil aveva eseguito, via Siviglia (Spagna), una ricognizione su Gibilterra. I due piloti, pur in forza alla 205ª Squadriglia, appartenevano al Servizio informazioni aeronautiche (SIA).
4. ↑  L'ordine arrivò direttamente dal Capo di stato maggiore della Regia Aeronautica, generale Francesco Pricolo.
5. ↑  Gli S.79 erano rispettivamente ai comandi di Dequal-Melley, Buscaglia, Robone, Fusco e Copello.
6. ↑  L'azione fu riportata sul Bollettino di Guerra n. 220 del 13 gennaio 1941 e ripresa nelle prime pagine del Il Messaggero e del Il Giornale d'Italia.
7. ↑  Oltre a Copello l'equipaggio era composto dal Serg. Pil. Camillo Pipitone, e dagli specialisti Olivari, Comisso Toni e De Luca.
8. ↑  Appartenente anch'esso al Servizio informazioni aeronautiche (SIA).
9. ↑  Non riuscì ad arrivare in tempo per decollare a bordo di un S.79 carico di documenti segreti con ai comandi il capitano Paolo Moci.
10. ↑  Durante la militanza nel Fronte conobbe la sua futura moglie, Amica Giovanna Tognotti, che allora era la segretaria dell'attrice Anna Magnani.

### Fonti
1. 1 2 3  Dunning 1988, p. 37.
2. 1 2 3  Dunning 1988, p. 38.
3. 1 2 3  Cro 1943, p. 12.
4. ↑  Bollettino di Guerra n.220 del 13 gennaio 1941.
5. 1 2  Mattioli 2014, p. 93.